# شهرستان پارس‌آباد
شهرستان پارس‌آباد یکی از شهرستان‌های استان اردبیل ایران است. مرکز این شهرستان، شهر پارس‌آباد است.
این شهرستان در تاریخ ۲۹ خرداد ۱۳۷۰ از شهرستان مغان جدا شد و مستقل گردید.

## موقعیت جغرافیایی
شهرستان پارس‌آباد از شمال غربی تا شمال شرقی با مرز آذربایجان، از جنوب شرقی تا جنوب با شهرستان بیله‌سوار و از جنوب غربی با شهرستان اصلاندوز همسایه است.

## تقسیمات کشوری
شهرستان پارس‌آباد دارای ۳ بخش، ۶ دهستان، ۴ شهر به شرح زیر است:

### شهرستان پارس‌آباد
| بخش       | مرکز بخش  | جمعیت بخش ۱۳۹۵ | نام دهستان | مرکز دهستان       | جمعیت دهستان ۱۳۹۵ | شهر             | جمعیت شهر ۱۳۹۵       |
| --------- | --------- | -------------- | ---------- | ----------------- | ----------------- | --------------- | -------------------- |
| مرکزی     | پارس‌آباد  | ۱۱۸٬۱۴۴ نفر    | ساوالان    | گوش‌لو             | ۱۵٬۴۹۶ نفر        | پارس‌آباد اولتان | ۹۳٬۳۸۷ نفر ۳٬۶۲۲ نفر |
| مرکزی     | پارس‌آباد  | ۱۱۸٬۱۴۴ نفر    | اولتان     | پیرایواتلو        | ۶٬۵۳۹ نفر         | پارس‌آباد اولتان | ۹۳٬۳۸۷ نفر ۳٬۶۲۲ نفر |
| اسلام‌آباد | اسلام‌آباد | ۱۴٬۰۴۱ نفر     | شهرک       | شهرک غربی         | ۶٬۷۵۵ نفر         | اسلام‌آباد       | ۳٬۰۶۸ نفر            |
| اسلام‌آباد | اسلام‌آباد | ۱۴٬۰۴۱ نفر     | اسلام‌آباد  | اسلام‌آباد جدید    | ۴٬۲۱۸ نفر         | اسلام‌آباد       | ۳٬۰۶۸ نفر            |
| تازه‌کند   | مغانسر    | ۱۳٬۰۰۶ نفر     | تازه‌کند    | مغانسر            | ۵٬۸۱۶ نفر         | مغانسر          | ۲٬۵۷۵ نفر            |
| تازه‌کند   | مغانسر    | ۱۳٬۰۰۶ نفر     | محمودآباد  | محمودآباد طالقانی | ۴٬۶۱۵ نفر         | مغانسر          | ۲٬۵۷۵ نفر            |

## جمعیت
بر پایه سرشماری عمومی نفوس و مسکن در سال ۱۳۹۵، جمعیت شهرستان پارس‌آباد برابر با ۱۴۵٬۱۹۲ نفر بوده‌است.